# 西域大道街道
西域大道街道是中华人民共和国新疆维吾尔自治区喀什地区喀什市下辖的一个街道办事处。
2015年4月3日，新疆维吾尔自治区人民政府批复同意喀什市分别从现夏马勒巴格镇、库木德尔瓦扎街道办事处和吾斯塘博依街道办事处划入部分区域，设立西域大道街道办事处，街道办事处驻夏马勒巴格路66号（夏镇1村文化活动中心）。

## 行政区划
西域大道街道下辖以下地区：
努尔巴格社区、天山南路社区、和谐社区、西北路社区、西域大道社区、托克扎克路社区、兰干路社区和西环路社区。